# Kriss Akabusi
Kriss Kezie Uche Akabusi, né le 28 novembre 1958 à Paddington, Londres, est un ancien athlète britannique, pratiquant le sprint.
Sa première grande apparition sur la scène internationale a eu lieu aux Jeux olympiques d'été de 1984 à Los Angeles. De 1984 à 1992, il faisait partie du relais 4 × 400 m britannique. Dès 1987, il s'est spécialisé dans le 400 m haies. Son plus grand succès a été son titre mondial avec le relais en 1991 lorsqu'en tant que dernier relayeur, il remonta et devança le champion du monde Antonio Pettigrew. Il est membre de l'Ordre de l'Empire britannique.

## Palmarès

### Jeux olympiques
- Jeux olympiques d'été de 1984 à Los Angeles (États-Unis)
  -  Médaille d'argent en relais 4 × 400 m
- Jeux olympiques d'été de 1988 à Séoul (Corée du Sud)
  - 6e sur 400 m haies
  - 5e sur 4 × 400 m
- Jeux olympiques d'été de 1992 à Barcelone (Espagne)
  -  Médaille de bronze sur 400 m haies
  -  Médaille de bronze en relais 4 × 400 m

### Championnats du monde d'athlétisme
- Championnats du monde d'athlétisme de 1987 à Rome (Italie)
  - 7e sur 400 m haies
  -  Médaille d'argent en relais 4 × 400 m
- Championnats du monde d'athlétisme de 1991 à Tokyo (Japon)
  -  Médaille de bronze sur 400 m haies
  -  Médaille d'or en relais 4 × 400 m

### Championnats d'Europe d'athlétisme
- Championnats d'Europe d'athlétisme de 1986 à Stuttgart (Allemagne)
  -  Médaille d'or en relais 4 × 400 m
- Championnats d'Europe d'athlétisme de 1990 à Split (Yougoslavie)
  -  Médaille d'or sur 400 m haies
  -  Médaille d'or en relais 4 × 400 m

### Jeux du Commonwealth
- Jeux du Commonwealth de 1986 à Édimbourg (Écosse)
  - 4e sur 400 m haies
  -  Médaille d'or en relais 4 × 400 m
- Jeux du Commonwealth de 1990 à Auckland {(Nouvelle-Zélande)
  -  Médaille d'or sur 400 m haies
  - disqualifié en série du relais 4 × 400 m

### Coupe du monde des nations d'athlétisme
- Coupe du monde des nations d'athlétisme de 1989 à Barcelone (Espagne)
  - 3e au classement général avec le Royaume-Uni
  - 3e sur 400 m haies